# Dimitrios Lialios
Dimitrios Lialios (griechisch Δημήτριος Λιάλιος, * 1869 in Patras; † 13. März 1940 ebenda) war ein griechischer Komponist der klassischen Musik.
Lialios studierte an der Königlichen Musikschule in München bei Ludwig Thuille. Zwischen 1919 und 1935 war Lialios Vizekonsul Griechenlands in München. Lialios war der erste griechische Komponist, der sich der Kammermusik zuwandte. 
Er schuf mehr als 100 Werke, darunter 22 Orchesterkompositionen, 14 kammermusikalische Werke, ein Requiem, eine Oper und 2 Kompositionen für griechisch-orthodoxe Liturgien.